# Ludwik Sosnowski
 Ludwik Sosnowski (ur. 18 stycznia 1860 w Gniewkowie, zm. 13 maja 1943 w Bydgoszczy) – mistrz blacharski, polski działacz społeczny.

## Życiorys
Urodził się 18 stycznia 1860 w Gniewkowie, w powiecie inowrocławskim. Był synem Błażeja i Katarzyny z Grabczyńskich. Od 1885 był żonaty z Małgorzatą Szatkowską. Nie mieli potomstwa.
Wyuczył się zawodu blacharza. W 1885 zamieszkał na stałe w Bydgoszczy, a w 1892 został przyjęty do miejskiego cechu blacharskiego.
Był członkiem i działaczem wielu polskich organizacji i instytucji: Towarzystwa Gimnastycznego „Sokół”, Towarzystwa Śpiewaczego „Halka”, Towarzystwa Kupców, Bydgoskiego Towarzystwa Wioślarskiego. Należał do współtwórców i osób kierujących Domem Polskim. Pisał wiersze o treści patriotycznej, drukowane w „Dzienniku Bydgoskim”. Uczestniczył w budowie kościoła Św. Trójcy w Bydgoszczy (1910–1912), pokrywając dach świątyni blachą miedzianą.
W latach 1918–1920 był członkiem Polskiej Rady Ludowej na miasto Bydgoszcz i przedmieścia. W sierpniu 1920 został mianowany radnym tymczasowej Rady Miejskiej, a w latach 1921–1925 był radnym z Listy Obywatelskiej. W 1927 nadano mu godność honorową starszego cechu. Był prezesem honorowym Towarzystwa Przemysłowego w Bydgoszczy. 4 stycznia 1930 „za zasługi na polu narodowo-społecznem” został mu nadany Srebrny Krzyż Zasługi.
Od 1925 z powodu problemów ze słuchem stopniowo wycofywał się z czynnej działalności zawodowej i społecznej. Po śmierci żony w 1928 zamieszkał w domu starców, gdzie zmarł 13 maja 1943. Został pochowany na Cmentarzu Nowofarnym w Bydgoszczy.

## Upamiętnienie
Jedna z ulic na osiedlu Przylesie w Fordonie została nazwana jego imieniem.